# Августинович, Максим Владимирович
Максим Владимирович Августинович (бел. Максім Уладзіміравіч Аўгусціновіч; род. 20 августа 2003, Сморгонь, Гродненская область) — белорусский футболист, выступавший на позиции защитника.

## Клубная карьера
Воспитанник сморгонской ДЮСШ. В феврале 2020 года зачислен в состав футбольного клуба «Сморгонь». В юношеской команде до 18 лет был капитаном. В 2020 году стал подтягиваться к играм с основной командой. Дебютировал 20 июня 2020 года в матче первой лиги против светлогорского «Химика». В дальнейшем ещё пару раз попадал в заявку в сезоне на матч, однако сыграл единожды против микашевичского «Гранита». По итогу вместе с клубом поднялся в высший дивизион белорусского футбола.
Начинал сезон 2021 года в высшей лиге в дублирующем составе, за который сыграл 28 матчей. В самом конце сезона вернулся к играм с основной командой. Дебютировал в высшей лиге 16 октября 2021 года в матче против «Витебска». Затем ещё пару матчей провёл на скамейке запасных. По итогу сезона клуб вылетел назад в первую лигу, заняв предпоследнее 15-е место в турнирной таблице.
В 2022 году тренировался с основной командой. Начинал сезон на скамейке запасных, регулярно попадая в заявки на матчи. Первый и единственный в сезоне матч сыграл 1 мая 2022 года против петриковского «Шахтёра» (0:4), выйдя на замену на последней минуте матча. В течение сезона появлялся в нескольких контрольных матчах «Сморгони». По итогу вместе с клубом стал серебряным призёром первой лиги. Сезон 2023 года провёл в составе дублирующей команды клуба, по итогам которого забил четыре мяча. В 2024 году на правах аренды выступал за «Островец». По окончании сезона покинул клуб и завершил профессиональную карьеру.

## Статистика выступлений

### Клубная статистика
| Выступление      | Выступление      | Выступление      | Чемпионат | Чемпионат | Кубки | Кубки | Еврокубки | Еврокубки | Итого | Итого |
| Клуб             | Лига             | Сезон            | Игры      | Голы      | Игры  | Голы  | Игры      | Голы      | Игры  | Голы  |
| ---------------- | ---------------- | ---------------- | --------- | --------- | ----- | ----- | --------- | --------- | ----- | ----- |
| Сморгонь         | Первая лига      | 2020             | 2         | 0         | 0     | 0     | 0         | 0         | 2     | 0     |
| Сморгонь         | Высшая лига      | 2021             | 1         | 0         | 0     | 0     | 0         | 0         | 1     | 0     |
| Сморгонь         | Первая лига      | 2022             | 1         | 0         | 0     | 0     | 0         | 0         | 1     | 0     |
| Сморгонь         | Высшая лига      | 2023             | 0         | 0         | 0     | 0     | 0         | 0         | 0     | 0     |
| Сморгонь         | Итого            | Итого            | 4         | 0         | 0     | 0     | 0         | 0         | 4     | 0     |
| Всего за карьеру | Всего за карьеру | Всего за карьеру | 4         | 0         | 0     | 0     | 0         | 0         | 4     | 0     |